# Лапароскоп
Лапороскопът е хирургичен инструмент, използван за изследване на вътрешните органи. Лапароскопът разполага с малка камера, като позволява на хирурга да извършва щадящи операции. Лапароскопската операция се извършва под въздействието на анестезия.